# Casa Català
|  | Per a altres significats, vegeu «Casa Català (Tortosa)». |

La casa Català és un casalici noble al carrer Major del municipi de Batea (Terra Alta). Antoni Mascaró escriu que «ja existia amb certesa al segle xv». Segons aquest mateix autor, entre els documents hi ha un esborrany del 1205 d'en Ponç de Rigalt, Mestre del Temple, d'una donació de territoris als pobladors de Batea.  És inclosa a l'Inventari del Patrimoni Arquitectònic de Catalunya. Aquesta casa pertany a la nissaga dels Català, que la tenen en propietat des de la construcció.

## Arquitectura
Habitatge que ocupa un solar molt llarg amb dues façanes: una que dona al carrer Major i l'altra, que dona a un petit carrer sense sortida per sobre del qual s'alça l'habitatge.
La façana interior és més senzilla i desordenada, mentre que la principal és tota de carreu i a la planta baixa té uns porxos que, junt als de les cases veïnes, formen tota una via de circulació porticada al carrer Major que queda tallada parcialment per una capella que es va fer al portal d'aquest edifici.
A banda d'això, a la façana es poden apreciar els diferents nivells en què la casa es distribueix: primer i segon pis, conformen l'habitatge. El tercer, separat per una motllura, són unes golfes. El conjunt està rematat per un ràfec fet amb una motllura de pedra.
Del primer pis al segon, sembla que també hi havia una cornisa que està gairebé tota perduda, sobretot després d'haver-se augmentat la mida de les finestres del segon i convertit les del primer en balcons.